# 众驹争槽
众驹争槽，是947年－951年间，十国的马楚政权中，马殷的几个儿子为争夺王位而爆发的战乱。其结果，南唐趁虚而入，消灭马楚。由于当事人各方都姓马，故名。

## 背景
楚王马殷（开国君主，907-930在位）930年临终时，遗命兄终弟及。其次子马希声继位。
马希声在位2年（930-932）即去世，其弟，马殷四子馬希範继位。
马希範在位15年（932-947），纵情声色，挥霍无度，苛捐重赋，卖官鬻爵；国家开始衰落。
天福十二年（947年）五月，马希範去世，君主的候选人有最年长的马希萼（马殷第30子，武平节度使、知永州事），以及受宠且与马希範同胞的马希广（第35子，武安节度副使、天策府都尉、领镇南节度使）。众将佐争执不下，最终刘彦瑫、李弘皋、邓懿文、杨涤等人拥立马希广继位。

## 马希萼反叛
马希广继位后，马希崇（希萼同母弟，排行不明）以「刘彦瑫等违先王之命，废长立少」激怒马希萼。马希萼前来长沙奔丧，大臣建议马希广趁机除掉他；马希广表示「吾何忍杀兄！宁分潭、朗而治之。」
乾祐二年（949年）八月，马希萼反叛，攻打都城潭州（长沙），在仆射洲被击溃。就在将领即将擒获马希萼时，马希广亲自命令「勿伤吾兄」，马希萼遂逃回根据地朗州。
乾祐三年（950年）六月，马希萼联合蛮族军，并向南唐称臣，请求援军，再次起兵攻湖南。先后攻下益阳、迪田。
战事不利，马希广忧形于色，刘彦瑫请兵出战；但由于自断退路，又不能置之死地而后生，结果大败。此时，马希崇做内奸的罪状已经暴露，但马希广以「吾自害其弟，何以见先王于地下」，不予处置。
950年冬，湖南大雪，双方都不得进军；马希广信佛，于是大肆塑佛像诵经祈福。马希广的主帅许可琼贪于厚利，私通于马希萼，使马希萼的水军得以顺利前进；但马希广对许可琼无丝毫疑心。
十二月，马希萼进军长沙。马希广军拼命抵抗，但许可琼、刘彦瑫按兵不救。午后，蛮兵自城东纵火，许可琼倒戈降于马希萼，长沙陷落。乱军大掠三日，长沙自马殷以来所积财富为之一空，城内被烧成废墟。李彦温、刘彦瑫带领马希范、马希广的子女投奔南唐。
长沙沦陷后，马希萼自立为楚王，继续称臣于南唐，并处死马希广。

## 马希萼即位后
马希萼自立为楚王后，杀戮无度，昼夜纵酒荒淫，将国家大事都交给马希崇；又洗劫百姓以犒赏士兵，让男宠谢彦颙位于众将之上。结果政事紊乱，百姓怨声载道，军队也认为赏罚不公，将领更是引以为耻。
乾祐四年（951年）三月，因为之前长沙大战，很多房屋都被烧毁，马希萼命令王逵和周行逢带着本部人马千余人修缮房屋，任务很重却没有任何赏赐。这让军士们都怨气十足，于是王逵、周行逢率部队哗变，逃回朗州。马希萼大怒，让唐师翥去攻打朗州，结果王周二人击败马希萼的追兵，废黜朗州留后马希萼之子马光赞，另立马希振之子马光惠为节度使。马希萼也无可奈何。结果马光惠也很愚蠢懦弱，整天酗酒如命。诸将商议后，又推举了辰州刺史刘言为留后。马希萼害怕朗州来攻打自己，于是让徐威等一干将领镇守潭州西北。
951年九月，长期以来的积怨爆发。徐威等将领兵变，驱赶烈马数十匹闯入马希萼正在欢宴的府衙，借此闯入了府衙，最终将马希萼绑上了囚车，并且把他的男宠谢彦颙碾成了粉末，后囚禁马希萼于衡山县，并立其同母弟马希崇为楚王。但是，马希萼到达衡山县后，押送马希萼的彭师暠知道马希崇想要借刀杀人，不想背上弑君的恶名，反而和衡山指挥使廖偃一起拥立了马希萼为衡山王，他们用竹子编造战船，并且在数日之间招募了万余人，旁边很多州县都响应了他们，楚国南部很大一部分都归降了马希萼。接着他们上表唐廷，求援于南唐。之后马希崇被马希萼和刘言两面夹击，也上书求援于南唐。

## 马希崇即位后
刘言听说潭州兵变，就带兵前去潭州。 马希崇大惊，派人到朗州求和，说自己同意和刘言分治湖南。刘言要求马希崇杀掉马希萼的旧部，以此削弱潭州的实力。马希崇惧怕之下就杀了马希萼旧部刘光辅数十人，把首级送到了朗州，就这样潭州能战之人丧失殆尽。
马希崇继位后，也纵酒荒淫，搞得人心涣散；徐威等见状，欲杀马希崇以自保。马希崇惧，请兵于南唐。南唐立即遣兵前往长沙。
十月，唐军至长沙，楚王马希崇出降。马楚灭亡，历45年。马希崇想重金贿赂唐将边镐，希望自己和族人能够继续留在长沙，边镐不许，马希崇只好前往金陵。
马希萼本希望唐主李璟立他为潭州之主，但是马楚的人民都很讨厌他，唐主之后立了边镐为武安军节度使，他只好打算往南发展，派遣彭彦晖攻打在桂州的马希隐，先前被他外放的蒙州刺史许可琼放弃蒙州和马希隐合兵一处，击退了彭彦晖，但是南汉就轻松夺取了蒙州。南汉继续进兵桂州。马希萼知道桂州军和蒙州军联手，非常害怕，加上此时李承戬带兵数千，催促马希萼投降。马希萼和廖偃、彭师暠商议不出什么好方法，只好向南唐投降，马希萼一行人带兵万余人前往金陵。
刘晟派遣内侍吴怀恩继续进犯桂州，马希隐等人还是守不住，就趁夜逃到了全州，桂州就归了南汉，后来南汉接连攻下了连州、梧州、严州、富州、柳州、象州、龚州等马希隐曾经镇守的地方。楚国的旧地，南岭以南就归了南汉，南岭以北就归了南唐，西部的几州自立，就剩下朗州等地还在不再效忠楚国的旧将刘言的手中。随着马氏兄弟全部投降，马氏宗族全部被迁至南唐居住，楚国也就完全不复存在了。
长沙民谚「三羊五马，马子离群，羊子无舍」，正说中了杨吴和马楚的最后结局。

## 后事
虽然南唐消灭了马楚，但湖南仍然战乱不止。马楚灭亡后，一般以武平节度使作为湖南的实际统治者的标志。
952年十月，马楚旧将刘言利用南唐轻敌，击溃唐军，占据了楚国除岭南外的大部分领土。
953年六月，刘言部将王逵反叛，囚禁刘言，同年八月，杀之，自领湖南。
956年二月，由于王逵的左右近臣贪得无厌，诬陷岳州团练使潘叔嗣反叛；潘叔嗣惧，遂反叛，结果王逵战死。
潘叔嗣击杀王逵后，想请武安节度使周行逢为君主，认为定会授予自己武安节度使之位。周行逢将计就计，引诱潘叔嗣前来接受官职；然后直接拿下，批判其击杀主君之罪，斩之。
周行逢领有湖南后，改革前人之弊，留心民事，注重官吏人选，惩罚不法将士。湖南获得安定。
962年九月，武平节度使兼中书令周行逢病逝，其子周保权继位，时年11岁。
十月，周行逢的旧将张文表不服周保权，起兵反叛，趁周保权带兵外出，占领长沙。周保权命杨师璠讨伐之。
963年正月，杨师璠平定张文表的反叛。
此时，赵匡胤已建立北宋。963年正月，趁张文表叛乱，赵匡胤派慕容延钊、李处耘发兵，以讨伐张文表为名，伺机消灭南方的割据政权。二月，李处耘等消灭荆南之后，继续南下；三月，宋军击败斩杀武平军指挥使张崇富，夺取朗州，擒获周保权。武平军大将汪端继续聚众抵抗，同年被平定。
至此，湖南经过十余年战乱后，最终统一于宋。